# Girolamo Basso della Rovere
Girolamo Basso della Rovere   (Albissola Marina, 1434 - Fabrica di Roma, 1 de setembre de 1507) fou un cardenal italià.

## Biografia
Era fill de Giovanni Basso, comte de Bistagno i Monastero, i de Luchina della Rovere, germana del papa Sixt IV.
El 1472 va ser nomenat bisbe d'Albenga i va ocupar el càrrec fins al 1476, quan va ser nomenat bisbe de Macerata i Recanati i va ocupar aquest darrer càrrec durant vint-i-set anys fins a la seva mort. El papa Sixt IV el va elevar al rang de cardenal al consistori del 10 de desembre de 1477.
A la diòcesi de Recanati hi havia en el seu moment Santa Maria di Loreto que l'any de la mort de Girolamo va ser elevada pel papa Juli II al rang de santuari aconseguint així el que el seu oncle Sixt IV no va aconseguir: posar la basílica de Loreto sota jurisdicció papal directa.
El 23 de setembre de 1482 va esdevenir també administrador apostòlic de la diòcesi de Gubbio, fins que el 9 de gener de 1492 quan va dimitir.
Va morir l'1 de setembre de 1507 a Fabrica di Roma, el seu cos va ser traslladat a Roma i va ser enterrat a la basílica de Santa Maria del Popolo, on el seu parent el papa Juli II va encarregar a Andrea Sansovino la construcció de l'esplèndid monument funerari.